# Pyracantha inermis
Pyracantha inermis är en rosväxtart som beskrevs av Jules Eugène Vidal. Pyracantha inermis ingår i släktet eldtornar, och familjen rosväxter. Inga underarter finns listade i Catalogue of Life.